# 75e parallèle nord
Pour les articles homonymes, voir 75e parallèle.
En géographie, le 75e parallèle nord est le parallèle joignant les points de la surface de la Terre dont la latitude est égale à 75° nord.

## Géographie

### Régions traversées
Le 75e parallèle nord traverse principalement la Russie, le Canada et le Groenland.